# Amiri Baraka
Amiri Baraka (7. října 1934, Newark, New Jersey jako Everett LeRoy Jones – 9. ledna 2014) byl americký autor poezie, dramat, beletrie, esejí a hudebních kritik.

## Mládí
Jeho otec Coyette „Coyt“ LeRoy Jones pracoval jako poštovní úředník a jeho matka Anna Lois Jones jako sociální pracovnice. I přes rasové napětí a chudobu v jeho okolí se mu dostalo kvalitního středoškolského vzdělání na Barringer High School v jeho rodném městě. Dobrý prospěch mu přinesl možnost využít některého z nabízených stipendií a nakonec využil to od Rutgers University. Po roce přestoupil na Howard University ve Washingtonu, D.C., odkud ale stejně jako z předchozí univerzity předčasně bez titulu odešel z důvodů rasového napětí. Během svých studií změnil pravopis svého jména na „LeRoi“. Po nedokončené škole se přidal k americkému letectvu a dosáhl hodnosti seržanta, ale po třech letech byl nařčen z toho, že je komunista, a následně propuštěn.

## 1957–1962
Během takzvaného beatnického období získal, díky spolupráci na několika literárních denících, první literární kontakty a napsal také svoji první poezii. Po návštěvě Kuby a Fidela Castra v roce 1960 začala být jeho tvorba více politicky motivovaná a o rok později vydal svoji první sbírku poezie Preface to a Twenty Volume Suicide Note. V roce 1958 si vzal svoji první ženu, americkou židovku Hettie Cohen.

## 1963–1964
Během takzvaného přechodné období začal silně kritizovat americký přístup k rasismu. Vydal řadu divadelních her, z nichž nejznámější je Dutchman. Téměř absurdní drama vyvolalo vlnu nejrůznějších reakcí, ale přesto obdrželo cenu Obie. V téže době napsal také svazek Blues People, dodnes jednu z nejvlivnějších kritik jazzu. Stejně jako Malcolm X odmítl nenásilnou formu boje proti rasismu v podobě Civil Rights movement a rozhodl se pro bojovnější a revoluční odpor.

## 1965–1970
V roce 1965 opustil svou ženu a dvě děti a odstěhoval se do Harlemu, kde založil divadlo Black Arts Repertory Theatre/School. O rok později si vzal svoji druhou ženu Silviu Robinsonovou, která později přijala jméno Amina Braka. Čím dál tím silněji také odmítal nenásilný odboj ve prospěch bojovného a separatistického hnutí Black Power. V básni „Black Art“ vyjádřil svůj souhlas k sebeozbrojení a násilí, když psal „chceme básně, které zabijí“ nebo propagoval slogan jako „ozbroj se nebo poškoď se“. Jeho potřeba pojmout i duchovní rozměr ho přiměla k přijetí duchovní ideologie Kawaida a v roce 1967 se pak vzdal svého starého jména a přijal arabský titul imamu (duchovní vůdce) spolu s arabským jménem Amiri (princ) a Baraka (blahoslavený). V témže roce byl za nelegální držení zbraně odsouzen do vězení, ale po podpoře ze strany umělců bylo obvinění zrušeno a po této události se stal ještě více politicky aktivním. Lidi, kteří se nějakým způsobem identifikovali s bílou kulturou, označoval jako „polobělochy“.

## 1971–1980
Na počátku sedmdesátých let se obrátil k panafrikanismu, který se snažil o navázání kulturní a politické mezinárodní jednoty lidí nesoucí si africké dědictví. V roce 1974 oficiálně ohlásil svůj převrat k socialismu a založil Revoluční komunistickou ligu (Revolutionary Communist League). Kritici jeho dílům z této doby vyčítají zbytečné přehlcení politickou ideologií.

## Poslední léta
V posledních letech vyvolával svojí tvorbou velmi kontroverzní reakce. Poté, co byl na přelomu tisíciletí jmenován laureátem ceny New Jersey, pokusil se guvernér New Jersey Jim McGreenvey toto ocenění zrušit. On sám totiž publikoval báseň Somebody Blew Up America, ve které se projevil velmi antisemitsky, když obvinil Izrael z účasti na teroristických útocích 11. září. Na svoji obranu prohlásil, že není antisemita, ale antisionista. Jeho dílo bylo po celou dobu jeho života velmi kontroverzní, ať už šlo třeba o podporu znásilnění nebo násilí vůči ženám, homosexuálům či bělochům. Na konci jeho života šlo o uznávanou osobnost literatury, kterou vědec Molefi Kete Asante zahrnul na seznam 100 nejvýznamnějších Afroameričanů.